# Остання година
Остання година (англ. Zero Hour, типографічний стиль ZERØ HØUR) американський телесеріал, створений Паулем Шерінгом для ABC з Ентоні Едвардсом у головній ролі Генка Ґалістона, видавця модного журналу та скептика, жінку якого викрадають і йому доводиться шукати її по всьому світу. Перший епізод був у етері 14 лютого 2013 року. З 1 березня 2013 року знятий з етеру. 

## Актори
- Ентоні Едвардс — Генк Ґалістон [3]
- Скот Майкл Фостер — Арон Мартін [3]
- Адісон Тімлін — Рейчел Льюіс [3]
- Джасінда Барет — Лейла Ґалістон [3]
- Кармен Іджоґо — Бек Райлі [3]
- Мікаел Нюквіст — Вайт Вінсент [3]

### Другорядні герої
- Домінік Тіфентгалер — Адам, епізод 1.4[джерело?]
- Ґарчіела Бічам — сенатор Мішель Зандерз[джерело?]
- Амір Арісон — Тео "Молярс"[джерело?]
- Джонатан Дваєр — Макс, епізод 1.9 та 1.10[джерело?]

## Озвучення українською
Перший сезон українською мовою почало озвучувати творче об'єднання UAVoice. Прем'єра відбулась у другій половині лютого 2013 року. 

## Зняття з етеру
1 березня 2013 року, телеканал ABC, котрий має не дуже хорошу репутацію у питанні випуску серіалів, зняв серіал з ефіру після виходу 3 епізоду, не давши жодного шансу реабілітуватися після рекордно низьких рейтингів. Зіславшись на те, що у серіалу найгірші рейтинги весняного сезону за всю історію існування каналу. Решту епізодів ймовірно покажуть влітку 2013 року. 

## Зовнішні посилання
- Остання година у озвученні UAVoice
- Офіційний сайт
- Zero Hour на сайті IMDb (англ.)
- Zero Hour на сайті IMDb (англ.)

1. ↑  ABC.com - Zero Hour: Strike. 13 листопада 2012.
2. 1 2  ABC закрив "Останню годину" (Анг.). 01 березня 2013.
3. 1 2 3 4 5 6  Meet the Cast of Zero Hour [Архівовано 22 січня 2013 у Wayback Machine.] ABC.com
4. ↑  "Остання година" в озвученні UAVoice. 02 лютого 2013.
5. ↑  Продовження "Останньої години" (Анг.). 01 березня 2013.